# 多肋藻科
多肋藻科（学名：Costariaceae）为海带目的一个科。此科的模式属为多肋藻属(Costaria)。

## 下级分类
本科包括以下属：
- 孔叶藻属 Agarum Dumortier, 1822
- 多肋藻属 Costaria Greville, 1830
- Dictyoneurum Ruprecht, 1852
- 菊石昆布属 Thalassiophyllum Postels & Ruprecht, 1840